# Stefano Jacini
Stefano Jacini (Casalbuttano, Lombardía, 20 de junio de 1826 - Milán, 25 de marzo de 1891) fue un economista y político italiano del siglo XIX.

## Biografía
Jacini estudió Derecho en Suiza, Berlín y Milán. Durante la ocupación austríaca, se vuelca en estudios literarios y económicos. En 1856, en Milán, la Sociedad de Ciencias y Letras lombarda le premia su estudio La Propriété foncière en Lombardie. En su obra Sulle condizioni economiche della Valtellina (Milán, 1858), denuncia particularmente el dominio austríaco en Italia.
En 1860, fue nombrado ministro de Obras Públicas por Cavour. Lo será nuevamente en los ejecutivos de La Marmora en 1861 y Ricasoli en 1867.
Su dominio del alemán y su talento diplomático le permiten jugar un importante papel en el acercamiento a Prusia. Con la firma de un pacto anti-austríaco, se iniciará la Tercera guerra de la Independencia italiana. A sus desvelos se deben obras como el túnel ferroviario de San Gotardo y los inicios del ferrocarril en Italia.
En 1877 publicó un voluminoso informe, conocido bajo el nombre de Inchiesta Jacini en la que preconizaba la reducción de los gastos militares, así como la reducción de los impuestos para la agricultura. 
Fue nombrado senador en 1870 y recibió el título de conde en 1880.

## Obras
- Les Mémoires sur la population agricole de Lombardie (1854)
- La Propriété foncière en Lombardie (1856)